# اوربانو ریورا
اوربانو ریورا (اسپانیایی: Urbano Rivera‎; ۱ آوریل ۱۹۲۶ – ژوئیه ۲۰۰۲) بازیکن فوتبال اهل اروگوئه بود.
از باشگاه‌هایی که در آن بازی کرده‌است می‌توان به باشگاه فوتبال دانوبیو اشاره کرد.
وی همچنین در تیم ملی فوتبال اروگوئه بازی کرده‌است.